# Unione Sportiva Torrese 1954-1955
Questa voce raccoglie le informazioni riguardanti la Torrese nelle competizioni ufficiali della stagione 1954-1955.

## Stagione
La stagione 1954-1955 fu la 33ª stagione sportiva del Savoia, la 10ª con il nome di Torrese.
IV Serie 1954-1955: 16º posto

## Divise
| Manica sinistra · Maglietta · Manica destra · Pantaloncini · Calzettoni |

## Organigramma societario
Area direttiva
- Presidente:  Gaetano Bonifacio[1]
 Antonio Carotenuto[1]
- Dirigenti: Vincenzo Pepe, Carlino Bonifacio

Area organizzativa
- Segretario: Gianni Esposito

Area tecnica
- Direttore Tecnico: Pasquale Amitrano
- Allenatore:  Secondo Rossi

Area sanitaria
- Massaggiatori: Antonio Coppola, Nunzio Mastromarino

## Rosa
| N. |                   | Ruolo | Calciatore                 |
| -- | ----------------- | ----- | -------------------------- |
|    | Italia (bandiera) | P     | Vincenzo Brancaccio        |
|    | Italia (bandiera) | P     | Alberto Nasto              |
|    | Italia (bandiera) | P     | Nespolo                    |
|    | Italia (bandiera) | C     | Giuseppe Manfredi          |
|    | Italia (bandiera) | A     | Grappasonni                |
|    | Italia (bandiera) | A     | Secondo Rossi (Allenatore) |
|    | Italia (bandiera) | A     | Giuseppe Schiano           |
|    | Italia (bandiera) |       | D'Avolio                   |
|    | Italia (bandiera) |       | Federico                   |
|    | Italia (bandiera) |       | Antonio Giglio             |

| N. |                   | Ruolo | Calciatore      |
| -- | ----------------- | ----- | --------------- |
|    | Italia (bandiera) |       | Antonio Gilbo   |
|    | Italia (bandiera) |       | Glio            |
|    | Italia (bandiera) |       | Iuliucci        |
|    | Italia (bandiera) |       | Ermanno Mormone |
|    | Italia (bandiera) |       | Patri           |
|    | Italia (bandiera) |       | Pettinari       |
|    | Italia (bandiera) |       | Rosso           |
|    | Italia (bandiera) |       | Pio Ruggiero    |
|    | Italia (bandiera) |       | Sampietro       |

## Calciomercato
| Acquisti | Acquisti | Acquisti | Acquisti   |
| R.       | Nome     | da       | Modalità   |
| -------- | -------- | -------- | ---------- |
|          |          |          | definitivo |

| Cessioni | Cessioni | Cessioni | Cessioni   |
| R.       | Nome     | a        | Modalità   |
| -------- | -------- | -------- | ---------- |
|          |          |          | definitivo |

## Risultati

### IV Serie

#### Girone di andata
| Torre Annunziata 26 settembre 1954 1ª giornata | Torrese         | 0 – 2 (tav.) | Cirio | Campo Formisano\| Arbitro: \| Annoscia (Bari) \| |
| Arbitro:                                       | Annoscia (Bari) |              |       |                                                  |

| Torre del Greco 3 ottobre 1954 2ª giornata | Turris       | 2 – 0 (tav.) | Torrese | Stadio Amerigo Liguori\| Arbitro: \| Santoliquido \| |
| Arbitro:                                   | Santoliquido |              |         |                                                      |

| Arbitro: | Cirone (Palermo) |

|                                      |           |                                               |
| Rossi 29’ (rig.) Glio 32’ Giglio 52’ | Marcatori | 25’, 38’ Marchiolli 33’ Gravina 37’ Ferraguti |

| Arbitro: | Mangone |

|                            |           |            |
| Vergazzola 37’ Fagotto 65’ | Marcatori | 77’ Giglio |

| Arbitro: | Pranzo (Taranto) |

|            |           |               |
| Giglio 85’ | Marcatori | 44’ Marchetti |

| Arbitro: | Taurisano |

|                                  |           |           |
| Saltalamacchia 11’ ? ?’ Foti 68’ | Marcatori | 48’ Rossi |

| Arbitro: | Carpeci |

|  |           |                           |
|  | Marcatori | 3’ Marinelli 47’ Vianello |

| Arbitro: | Sabatelli |

|                        |           |           |
| Guan 18’ Zaramella 65’ | Marcatori | 30’ Rossi |

| Arbitro: | Monno (Bari) |

|                                    |           |           |
| Glio 8’ Grappasonni 9’ Schiano 74’ | Marcatori | 38’ Maria |

| Arbitro: | Tommasini |

|                                                 |           |  |
| Landolfi 21’ Lo Schiavo 35’ (rig.) Budriesi 69’ | Marcatori |  |

| Arbitro: | Refina |

|               |           |  |
| Del Negro 90’ | Marcatori |  |

| Arbitro: | Petrucci (Roma) |

|                                   |           |  |
| Grappasonni 37’, 50’ Manfredi 63’ | Marcatori |  |

| Arbitro: | Ciciriello |

|                                                   |           |                       |
| Trevisan 12’ Soffrido 20’, 87’ Nespolo 46’ (aut.) | Marcatori | 51’ Schiano 52’ Gilbo |

| Arbitro: | Crapa |

|                            |           |  |
| Gilbo 63’ Rossi 71’ (rig.) | Marcatori |  |

| Arbitro: | Contumacci (Pescara) |

|                                        |           |  |
| Mentoglio 31’ Fumo 33’ Pallavicini 55’ | Marcatori |  |

| Arbitro: | Monno (Bari) |

|           |           |            |
| Rossi 48’ | Marcatori | 34’ Davoli |

| Bagheria 16 gennaio 1955 17ª giornata | Bagheria          | 0 – 0 | Torrese | \| Arbitro: \| Ferri (Catanzaro) \| |
| Arbitro:                              | Ferri (Catanzaro) |       |         |                                     |

#### Girone di ritorno
| Arbitro: | Sebastio (Taranto) |

|                      |           |  |
| Biagi 16’ Coscia 53’ | Marcatori |  |

| Arbitro: | Zaza (Molfetta) |

|                       |           |                                   |
| Rossi 24’ Schiano 76’ | Marcatori | 57’ Pistolesi 66’ (aut.) Ruggiero |

| Arbitro: | D'Agostini (Roma) |

|                                       |           |                                   |
| Varglen I 37’ Gravina 49’ Etrusco 80’ | Marcatori | 39’, 69’ Schiano 58’ (rig.) Rossi |

| Arbitro: | Alessandrini (Terni) |

|           |           |                          |
| Gilbo 80’ | Marcatori | 32’ Da Corte 68’ Fagotto |

| Arbitro: | Guarino (Potenza) |

|                                    |           |           |
| Culot 12’, 60’ Rizzo 75’ Borgo 87’ | Marcatori | 50’ Rossi |

| Arbitro: | Tarabori (Lucca) |

|                |           |                    |
| Gilbo 48’, 57’ | Marcatori | 84’ Saltalamacchia |

| Arbitro: | Pranzo (Taranto) |

|           |           |  |
| Fiore 11’ | Marcatori |  |

| Arbitro: | Moriani (Sassari) |

|             |           |  |
| Schiano 38’ | Marcatori |  |

| Arbitro: | D'Agostini (Roma) |

|                                                        |           |  |
| Racca 20’, 65’ Pulvirenti 35’ Gaeta 46’, 86’ Maria 69’ | Marcatori |  |

| Arbitro: | De Sanctis (Trapani) |

|                  |           |            |
| D'Avolio 1’, 52’ | Marcatori | 69’ Agosto |

| Arbitro: | Gazzelloni (Roma) |

|            |           |  |
| Giglio 87’ | Marcatori |  |

| Arbitro: | Fuofo (Isola Liri) |

|                                    |           |                            |
| Santoni 3’, rig.’ Sorrentino I 44’ | Marcatori | 5’ Giglio 51’, 75’ Schiano |

| Torre Annunziata 17 aprile 1955 30ª giornata | Torrese               | 0 – 0 | Trapani | Campo Formisano\| Arbitro: \| Capellupo (Catanzaro) \| |
| Arbitro:                                     | Capellupo (Catanzaro) |       |         |                                                        |

| Paola 24 aprile 1955 31ª giornata | Paolana              | 0 – 0 | Torrese | \| Arbitro: \| Parrinelli (Palermo) \| |
| Arbitro:                          | Parrinelli (Palermo) |       |         |                                        |

| Arbitro: | Attili (Terni) |

|  |           |                        |
|  | Marcatori | 17’ Fumo 21’ Mentoglio |

| Arbitro: | Crapa (Taranto) |

|                                                   |           |  |
| Bassi 37’ Spotti 44’ Lamberti 61’ Chiericatti 81’ | Marcatori |  |

| Arbitro: | Poddi (Cagliari) |

|           |           |  |
| Rossi 88’ | Marcatori |  |

## Statistiche

### Statistiche di squadra
| Competizione | Punti | In casa | In casa | In casa | In casa | In casa | In casa | In trasferta | In trasferta | In trasferta | In trasferta | In trasferta | In trasferta | Totale | Totale | Totale | Totale | Totale | Totale | M.I. |
| Competizione | Punti | G       | V       | N       | P       | Gf      | Gs      | G            | V            | N            | P            | Gf           | Gs           | G      | V      | N      | P      | Gf     | Gs     | M.I. |
| ------------ | ----- | ------- | ------- | ------- | ------- | ------- | ------- | ------------ | ------------ | ------------ | ------------ | ------------ | ------------ | ------ | ------ | ------ | ------ | ------ | ------ | ---- |
| IV Serie     | 25    | 17      | 8       | 4       | 5       | 23      | 19      | 17           | 1            | 3            | 13           | 12           | 42           | 34     | 9      | 7      | 18     | 35     | 61     | -26  |
| Totale       | 25    | 17      | 8       | 4       | 5       | 23      | 19      | 17           | 1            | 3            | 13           | 12           | 42           | 34     | 9      | 7      | 18     | 35     | 61     | -26  |

### Andamento in campionato
| Giornata  | 1 | 2 | 3 | 4 | 5 | 6 | 7 | 8 | 9 | 10 | 11 | 12 | 13 | 14 | 15 | 16 | 17 | 18 | 19 | 20 | 21 | 22 | 23 | 24 | 25 | 26 | 27 | 28 | 29 | 30 | 31 | 32 | 33 | 34 |
| --------- | - | - | - | - | - | - | - | - | - | -- | -- | -- | -- | -- | -- | -- | -- | -- | -- | -- | -- | -- | -- | -- | -- | -- | -- | -- | -- | -- | -- | -- | -- | -- |
| Luogo     | C | T | C | T | C | T | C | T | C | T  | T  | C  | T  | C  | T  | C  | T  | T  | C  | T  | C  | T  | C  | T  | C  | T  | C  | C  | T  | C  | T  | C  | T  | C  |
| Risultato | P | P | P | P | N | P | P | P | V | P  | P  | V  | P  | V  | P  | N  | N  | P  | N  | N  | P  | P  | V  | P  | V  | P  | V  | V  | V  | N  | N  | P  | P  | V  |
| Posizione |   |   |   |   |   |   |   |   |   |    |    |    |    |    |    |    |    |    |    |    |    |    |    |    |    |    |    |    |    |    |    |    |    | 16 |

Legenda:

Luogo: C = Casa; T = Trasferta. Risultato: V = Vittoria; N = Pareggio; P = Sconfitta.

### Statistiche dei giocatori
Sono in corsivo i calciatori che hanno lasciato la società a stagione in corso.
| Giocatore     | Nome     | Nome |
| Giocatore     | Presenze | Reti |
| ------------- | -------- | ---- |
| V. Brancaccio | 2        | -4   |
| D'Avolio      | 9        | 2    |
| Federico      | 1        | 0    |
| A. Giglio     | 29       | 5    |
| A. Gilbo      | 24       | 5    |
| Glio          | 31       | 2    |
| Grappasonni   | 14       | 3    |
| Iuliucci      | 5        | 0    |
| G. Manfredi   | 30       | 1    |
| E. Mormone    | 17       | 0    |
| A. Nasto      | 9        | -21  |
| Nespolo       | 21       | -34  |
| Patri         | 27       | 0    |
| Pettinari     | 26       | 0    |
| S. Rossi      | 26       | 8    |
| Rosso         | 0        | 0    |
| P. Ruggiero   | 27       | 0    |
| Sampietro     | 26       | 0    |
| G. Schiano    | 26       | 8    |